# ОАЭ на летних Олимпийских играх 2016
Объединённые Арабские Эмираты на летних Олимпийских играх 2016 года были представлены 13 спортсменами в шести видах спорта.

## Медали
| Бронза |              |                           |           |
| №      | Спортсмены   | Вид спорта (дисциплина)   | Дата      |
| 1      | Серджиу Тома | Дзюдо (до 81 кг, мужчины) | 9 августа |

## Состав сборной
Велоспорт
 Шоссейный велоспорт
1. Юсиф Мирза

 Дзюдо
1. Виктор Скворцов
2. Иван Ремаренко
3. Серджиу Тома

 Лёгкая атлетика
1. Саид аль-Зааби
2. Бетльхем Десалегн
3. Алиа Саид Мохаммед

 Плавание
1. Якуб Аль-Саади
2. Нада Аль-Бедвави

 Стрельба
1. Халед Аль-Кааби
2. Саид Аль Мактум
3. Саиф бин Футтаис

Тяжёлая атлетика
1. Айша аль-Балуши

## Результаты соревнований

### Велоспорт

#### Шоссейный велоспорт
Мужчины
| Соревнование    | Спортсмены | Время | Место | Отставание |
| --------------- | ---------- | ----- | ----- | ---------- |
| групповая гонка | Юсиф Мирза | DNF   | DNF   | DNF        |

### Водные виды спорта

#### Плавание
В следующий раунд на каждой дистанции проходят спортсмены, показавшие лучший результат, независимо от места, занятого в своём заплыве.
Мужчины
| Дистанция           | Спортсмены     | Предварительный раунд | Предварительный раунд | Предварительный раунд | Полуфинал            | Полуфинал            | Полуфинал            | Финал                | Финал                |
| Дистанция           | Спортсмены     | Заплыв                | Результат             | Место                 | Заплыв               | Результат            | Место                | Результат            | Место                |
| ------------------- | -------------- | --------------------- | --------------------- | --------------------- | -------------------- | -------------------- | -------------------- | -------------------- | -------------------- |
| 100 метров на спине | Якуб Аль-Саади | 1                     | 59,58                 | 37                    | Завершил выступление | Завершил выступление | Завершил выступление | Завершил выступление | Завершил выступление |

Женщины
| Дистанция                | Спортсмены       | Предварительный раунд | Предварительный раунд | Предварительный раунд | Полуфинал | Полуфинал | Полуфинал | Финал     | Финал |
| Дистанция                | Спортсмены       | Заплыв                | Результат             | Место                 | Заплыв    | Результат | Место     | Результат | Место |
| ------------------------ | ---------------- | --------------------- | --------------------- | --------------------- | --------- | --------- | --------- | --------- | ----- |
| 50 метров вольным стилем | Нада Аль-Бедвави |                       |                       |                       |           |           |           |           |       |

### Дзюдо
Соревнования по дзюдо проводились по системе с выбыванием. В утешительные раунды попадали спортсмены, проигравшие полуфиналистам турнира. Два спортсмена, одержавших победу в утешительном раунде, в поединке за бронзу сражались с дзюдоистами, проигравшими в полуфинале.
Мужчины
| Категория | Спортсмены      | 1/32 финала        | 1/16 финала           | 1/8 финала               | Четвертьфинал          | Полуфинал                  | Финал                      | Место |
| Категория | Спортсмены      | Соперник Результат | Соперник Результат    | Соперник Результат       | Соперник Результат     | Соперник Результат         | Соперник Результат         | Место |
| --------- | --------------- | ------------------ | --------------------- | ------------------------ | ---------------------- | -------------------------- | -------------------------- | ----- |
| до 73 кг  | Виктор Скворцов | не участвовал      | YEMЗ. Матер В 101:000 | JPNС. Оно П 000:100      | завершил выступление   | завершил выступление       | завершил выступление       | 9     |
| до 81 кг  | Серджиу Тома    | не участвовал      | GERС. Мареш В 101:000 | BRAВ. Пеналбер В 101:001 | JPNТ. Нагасэ В 001:000 | RUSХ. Халмурзаев П 000:100 | За 3-е место               | 3     |
| до 81 кг  | Серджиу Тома    | не участвовал      | GERС. Мареш В 101:000 | BRAВ. Пеналбер В 101:001 | JPNТ. Нагасэ В 001:000 | RUSХ. Халмурзаев П 000:100 | ITAМ. Маркончини В 100:000 | 3     |
| до 100 кг | Иван Ремаренко  |                    |                       |                          |                        |                            |                            |       |

### Лёгкая атлетика
Мужчины
Беговые дисциплины
| Дисциплина         | Спортсмен      | Предварительный раунд | Предварительный раунд | Предварительный раунд | Четвертьфиналы | Четвертьфиналы | Четвертьфиналы | Полуфиналы | Полуфиналы | Полуфиналы | Финал | Финал |
| Дисциплина         | Спортсмен      | Забег                 | Время                 | Место                 | Забег          | Время          | Место          | Забег      | Время      | Место      | Время | Место |
| ------------------ | -------------- | --------------------- | --------------------- | --------------------- | -------------- | -------------- | -------------- | ---------- | ---------- | ---------- | ----- | ----- |
| бег на 1500 метров | Сауд Аль-Зааби |                       |                       |                       | не проводится  | не проводится  | не проводится  |            |            |            |       |       |

Женщины
Беговые дисциплины
| Дисциплина           | Спортсмен        | Предварительный раунд | Предварительный раунд | Предварительный раунд | Четвертьфиналы | Четвертьфиналы | Четвертьфиналы | Полуфиналы    | Полуфиналы    | Полуфиналы    | Финал | Финал |
| Дисциплина           | Спортсмен        | Забег                 | Время                 | Место                 | Забег          | Время          | Место          | Забег         | Время         | Место         | Время | Место |
| -------------------- | ---------------- | --------------------- | --------------------- | --------------------- | -------------- | -------------- | -------------- | ------------- | ------------- | ------------- | ----- | ----- |
| бег на 1500 метров   | Бетльхем Десалег |                       |                       |                       | не проводится  | не проводится  | не проводится  |               |               |               |       |       |
| бег на 10 000 метров | Алиа Саид        | не проводится         | не проводится         | не проводится         | не проводится  | не проводится  | не проводится  | не проводится | не проводится | не проводится |       |       |

### Стрельба
В январе 2013 года Международная федерация спортивной стрельбы приняла новые правила проведения соревнований на 2013—2016 года, которые, в частности, изменили порядок проведения финалов. Во многих дисциплинах спортсмены, прошедшие в финал, теперь начинают решающий раунд без очков, набранных в квалификации, а финал проходит по системе с выбыванием. Также в финалах после каждого раунда стрельбы из дальнейшей борьбы выбывает спортсмен с наименьшим количеством баллов. В скоростном пистолете решающие поединки проходят по системе попал-промах. В стендовой стрельбе добавился полуфинальный раунд, где определяются по два участника финального матча и поединка за третье место.
Мужчины
| Соревнование | Спортсмены       | Квалификация | Квалификация | Полуфинал            | Полуфинал            | Финал                | Финал                |
| Соревнование | Спортсмены       | Результат    | Место        | Результат            | Место                | Соперник/ Результат  | Место                |
| ------------ | ---------------- | ------------ | ------------ | -------------------- | -------------------- | -------------------- | -------------------- |
| дубль-трап   | Халед Аль-Кааби  | 134          | 9            | завершил выступление | завершил выступление | завершил выступление | завершил выступление |
| скит         | Саид Аль Мактум  |              |              |                      |                      |                      |                      |
| скит         | Саиф бин Футтаис |              |              |                      |                      |                      |                      |

### Тяжёлая атлетика
Женщины
| Категория | Спортсмен       | Вес   | Рывок | Рывок | Рывок | Толчок | Толчок | Толчок | Всего | Место |
| Категория | Спортсмен       | Вес   | 1     | 2     | 3     | 1      | 2      | 3      | Всего | Место |
| --------- | --------------- | ----- | ----- | ----- | ----- | ------ | ------ | ------ | ----- | ----- |
| до 58 кг  | Аиша Аль-Балуши | 57,00 | 67    | 70    | 72    | 86     | 90     | 94     | 162   | 16    |